# Çaloire
Çaloire este o comună în departamentul Loire din sud-estul Franței. În 2009 avea o populație de 329 de locuitori.

## Evoluția populației
| An        | 1975 | 1982 | 1990 | 1999 | 2006 | 2009 |
| --------- | ---- | ---- | ---- | ---- | ---- | ---- |
| Populație | 169  | 195  | 227  | 273  | 320  | 329  |